# Pseudoblothrus ljovuschkini
Espèce
Pseudoblothrus ljovuschkini est une espèce de pseudoscorpions de la famille des Syarinidae.

## Distribution
Cette espèce est endémique de Crimée en Ukraine. Elle se rencontre des grottes.

## Publication originale
- Krumpál, 1984 : Zwei neue Hohlen-Pseudoskorpionen aus der UdSSR (Pseudoscorpiones). Über Pseudoscorpioniden-Fauna der UdSSR VI. Biologia (Bratislava), vol. 39, no 6, p. 637-646.